# Увеличенный лад
Увели́ченный лад, целотоновый лад — лад модального типа, один из наиболее распространённых симметричных ладов. Центральный элемент системы (ЦЭС) — увеличенное трезвучие (отсюда термин).
Звукоряд увеличенного лада образуется делением равномерно темперированной октавы на шесть равных целых тонов (сокращённо 2|2|2|2|2|2), которые в многоголосной музыке зачастую интерпретируются как три большетерцовых сегмента (4|4|4). По этой причине увеличенный лад называют также «большетерцовой системой».
Как и прочие симметричные лады («лады ограниченной транспозиции» у О. Мессиана), увеличенный лад статичен, содержит лишь ограниченные возможности для модуляции. В связи с этим композиторы применяли его в основном как красочный модализм внутри мажорно-минорной тональности, либо в сочетании с другими симметричными ладами и «атональными» техниками композиции.

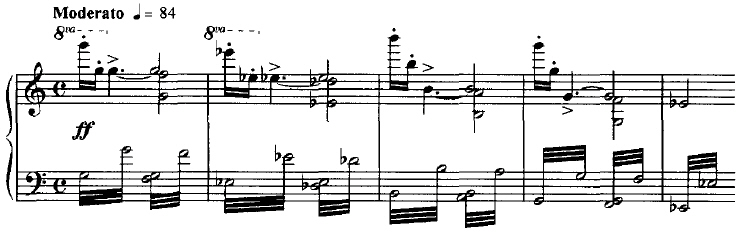
М. И. Глинка. Опера «Руслан и Людмила». Фрагмент из сцены похищения Людмилы (I акт, клавир), пример применения «чистого» увеличенного лада (g-a-h-des-es-f-g)

Впервые систематически увеличенный лад использовал М. И. Глинка в опере «Руслан и Людмила» для характеристики сказочного и «ужасного» Черномора (сцена похищения Людмилы из 1 действия, бой Руслана и Черномора № 21 и т. д.). У А. С. Даргомыжского в опере «Каменный гость» увеличенный лад характеризует мраморного Командора (заключительные сцены II и III актов). Н. А. Римский-Корсаков предпочитал уменьшённый лад, примеры использования увеличенного лада в его творчестве редки (вступление ко II акту оперы «Золотой петушок»). Широко употреблял увеличенный лад В. И. Ребиков (в операх «Ёлка», «Тэа», «Бездна», «Альфа и Омега», «Арахнэ»). Фортепианные пьесы № 3, 6, 7 из цикла «По ту сторону» целиком написаны в этом симметричном ладу. C увеличенным ладом и другими симметричными ладами в цикле фортепианных пьес «Эскизы» экспериментировал А. В. Станчинский. Увеличенный лад (в контексте расширенной тональности) встречается в ряде ранних сочинений И. Ф. Стравинского (например, в романсе «Фавн» из сюиты «Фавн и пастушка»).
Примеры использования увеличенного лада встречаются в джазе, например, в творчестве Телониуса Монка. В поп-музыке звукоряд увеличенного лада иногда используется как модализм, в сопоставлении с «обычной» мажорно-минорной тональностью (вступление к песне Стиви Уандера «You are the sunshine of my life»).